# Oren Lavie
Oren Lavie (tiếng Hebrew: אורן לביא) (sinh năm 1976) là một ca sĩ, nhạc sĩ, nhà viết kịch và đạo diễn sân khấu người Israel. Anh trở nên nổi tiếng nhờ video âm nhạc bài hát "Her Morning Elegance" của anh, nó đã nhận một đề cử giải Grammy hạng mục Video âm nhạc ngắn xuất sắc nhất năm 2010. Anh đã phát hành album đầu tay, The Opposite Side of the Sea, tại châu Âu năm 2007 và Hoa Kỳ năm 2009.

## Tiểu sử
Oren Lavie sinh ra tại Tel Aviv và sống ở Israel trong suốt thời niên thiếu. Năm 1997, vở kịch Sticks and Wheels của anh và tác phẩm của nó đã được trao giải Nhất tại Lễ hội sân khấu Acre ở Israel. Vở kịch đã được diễn ở Tel Aviv trong suốt năm 1998.
Năm 1997, anh đã đến Luân Đôn để học về đạo diễn sân khấu tại Học viện Âm nhạc và Nghệ thuật kịch London (London Academy of Music and Dramatic Art). Sau khi tốt nghiệp, hai trong số những vở kịch của anh đã được diễn ở nhiều sân khấu ở Luân Đôn. Chúng đều có một số bài hát do chính anh viết và soạn nhạc.
Năm 2001, Oren chuyển đến New York và kiếm sống bằng nhiều nghề nhưng vẫn tập trung vào viết bài hát. Năm 2003, anh đến Berlin và bắt đầu thu âm và kiêm luôn nhà sản xuất của chính mình. Album đầu tiên, The Opposite Side of the Sea được phát hành dưới hãng đĩa A Quarter Past Wonderful của chính anh, đã hoàn thành năm 2006 và đã phát hành ở châu Âu tháng 1 năm 2007. Ngày 10 tháng 3 năm 2009, The Opposite Side of the Sea đã được phát hành tại Hoa Kỳ.
Năm 2009, video âm nhạc cho "Her Morning Elegance" cho chính Lavie đạo diễn đã được phát hành và trở nên nổi tiếng trên YouTube với 19 triệu lượt xem. Đây là một video với phong cách stop motion, nhân vật chính là một cô gái do Shir Shomron đóng, được thực hiện trong 48 giờ liền và ghép từ tổng cộng 2096 bức ảnh chụp. Nó đã nhận được một đề cử giải Grammy hạng mục Best Short Form Music Video tại Giải Grammy lần thứ 52.

## Sự nghiệp kịch

### Đạo diễn bởi Oren Lavie
- 1997 - Sticks and Wheels
- 1999 - Lighting the Day
- 2000 - Bridges and Harmonies

### Khác
- 2006 - Die Prinzessin mit dem Loch im Bauch (2007)

## Danh sách đĩa hát

### Album phòng thu

#### 2007:The Opposite Side of the Sea
1. Her Morning Elegance
2. The Man Who Isn't There
3. The Opposite Side Of The Sea
4. Locked In A Room
5. Ruby Rises
6. A Dream Within A Dream
7. Trouble Don't Rhyme
8. A Short Goodbye
9. Don't Let Your Hair Grow Too Long
10. Blue Smile
11. Quarter Past Wonderful

### Đĩa đơn
- 2008 - "A Dance 'Round the Memory Tree" trong album soundtrack The Chronicles of Narnia: Prince Caspian